# Ex Hotel Continental a Mariupol'
L'ex Hotel Continental' era un hotel a Mariupol', in Ucraina. L'edificio è nel registro nazionale dei monumenti dell'Ucraina, con il numero 14-123-0120; 14-123-0018. L'Hotel Continental è stato il luogo più lussuoso della città.

## Storia
L'Hotel Continental fu costruito in mattoni da un architetto ignoto, all'inizio del XX secolo, forse riutilizzando un progetto di Franz Albert Schechtel, e fu completato nel 1910 per volere dello zarevic di Russia e futuro zar Nicola II di Russia. Un ampliamento del 1910 permise l'apertura di un ristorante, di un teatro e di una sala di ballo nella struttura, diventando quindi il centro della vita culturale della città.

## Architettura
L'ex Hotel Continental aveva un tetto alto, stucchi e cornicioni. L'architettura era influenzata da diversi stili tipici della Secessione viennese e dell'Art Nouveau. La facciata presentava diversi balconi.